# شهرستان کالپپر (ویرجینیا)
شهرستان کالپپر، ویرجینیا (به انگلیسی: Culpeper County, Virginia) یک سکونتگاه مسکونی در ایالات متحده آمریکا است که در ویرجینیا واقع شده‌است.

## خصوصیات
شهرستان کالپپر ۹۹۱٫۹۷ کیلومترمربع مساحت دارد.